# Port lotniczy Key West
Port lotniczy Key West (IATA: EYW, ICAO: KEYW) – port lotniczy położony 3 km na zachód od Key West, w stanie Floryda, w Stanach Zjednoczonych.

## Linie lotnicze i połączenia
- AirTran Airways (Orlando, Tampa)
- American Eagle Airlines obsługiwane przez Executive Air (Miami)
- Cape Air (Fort Myers)
- Continental Connection obsługiwane przez Gulfstream International Airlines (Fort Lauderdale, Tampa)
- Delta Air Lines (Atlanta)
- Delta Connection obsługiwane przez Atlantic Southeast Airlines (Atlanta)
- US Airways Express obsługiwane przez Republic Airlines (Charlotte) [sezonowo]